# Prudente de Morais (Minas Gerais)
Prudente de Morais es un municipio brasilero del estado de Minas Gerais. Se localiza a una latitud 19º28'55" sur y a una longitud 44º09'18" oeste, estando a una altitud de 748 metros. Su población estimada en 2004 era de 9.957 habitantes. Posee un área de 126,174 km².

## Barrios
- Campo de Sant'Ana

São João I,
São João II,
Maracanã,
Villa Betânia,
Campo Limpio,
Jardín Padre Pedro,
Nuestra Señora de Fátima,
Campo Bello,
Mantiqueira.